# Ребрик, Вера Юрьевна
Вера Юрьевна Маркарян (урождённая Ребрик; укр. Віра Юріївна Ребрик; род. 25 февраля 1989 года, Ялта, СССР) — российская и украинская легкоатлетка (метание копья). Чемпионка Европы 2012 года (66 м 86 см).

## Карьера
Вера стала заниматься метанием копья в 12 лет, когда один из тренеров ялтинской СДЮШОР заметил её, обходя местные школы.
В 2004 году Ребрик дебютировала на международных соревнованиях, заняв второе место на турнире в Турции. Через год Вера дебютировала на чемпионате мира среди 17-летних, сходу заняв второе место. В 2006 году этот результат был повторён на аналогичном первенстве среди 19-летних.
В 2007-08 годах Вера продолжает прогрессировать, выигрывая один за другим европейское и мировое первенство среди юниоров. 10 июля 2008 года на соревнованиях в Быдгоще установила мировой рекорд среди юниоров 63,01 м.
В этом же 2008 году Ребрик дебютирует на крупных взрослых соревнованиях, приняв участие в Олимпиаде в Пекине. Из-за проблем со стопой провести турнир на максимальном уровне готовности не удалось — от места в финале украинку отделили 1 м 8 см.
В 2009 году Вера Ребрик продолжает совмещать выступления на юниорских соревнованиях с взрослыми турнирами. На чемпионате мира в Берлине она пробивается в финальный раунд, где занимает девятое место.
2010-11 годы проходят в оттачивании техники броска; в 2012 году Ребрик ловит свой шанс на предолимпийском чемпионате Европы: в отсутствие ряда лидеров вида Вера сначала выигрывает квалификацию, а затем и основные соревнования, побив в пятой попытке результаты двух немок — Кристины Обергфёль и Линды Шталь. Установленный результат — 66 м 86 см — попутно стал новым рекордом страны. В шестой попытке Кристина и Линда пытались вернуть себя лидерство, но ни одна не смогла улучшить свой предыдущий результат.
В мае 2014 года после аннексии Крыма Российской Федерацией Ребрик получила российское гражданство.

## Статистика выступлений на крупнейших турнирах
| Год  | Соревнование                   | Город                | Место | Вид           | Спортивный результат | Примечание               |
| ---- | ------------------------------ | -------------------- | ----- | ------------- | -------------------- | ------------------------ |
| 2005 | Чемпионат мира среди юношей    | Марракеш, Марокко    | 2-я   | Метание копья | 56.16 м              |                          |
| 2006 | Чемпионат мира среди юниоров   | Пекин, Китай         | 2-я   | Метание копья | 57.79 м              |                          |
| 2007 | Чемпионат Европы среди юниоров | Хенгело, Нидерланды  | 1-я   | Метание копья | 58.48 м              |                          |
| 2008 | Чемпионат мира среди юниоров   | Быдгощ, Польша       | 1-я   | Метание копья | 63.01 м              | Юниорский мировой рекорд |
| 2008 | Олимпиада                      | Пекин, Китай         | 16К   | Метание копья | 59.05 м              |                          |
| 2009 | Чемпионат Европы (до 23 лет)   | Каунас, Литва        | 2-я   | Метание копья | 61.43 м              |                          |
| 2009 | Чемпионат мира                 | Берлин, Германия     | 9-я   | Метание копья | 56.16 м              |                          |
| 2010 | Чемпионат Европы               | Барселона, Испания   | 17К   | Метание копья | 52.31 м              |                          |
| 2011 | Чемпионат мира                 | Тэгу, Южная Корея    | 16К   | Метание копья | 58.50 м              |                          |
| 2012 | Чемпионат Европы               | Хельсинки, Финляндия | 1-я   | Метание копья | 66.86 м              | Рекорд Украины           |
| 2013 | Чемпионат мира                 | Москва, Россия       | 11К   | Метание копья | 58.33 м              |                          |

## Награды
- Медаль Республики Крым «За доблестный труд» (2016)[9]
- Премия Государственного Совета Республики Крым спортсменам и тренерам (2020)[10]
- Заслуженный работник физической культуры и спорта Республики Крым (2023)[11]